# 10367 Sayo
10367 Sayo eller 1994 YL1 är en asteroid i huvudbältet som upptäcktes den 31 december 1994 av den japanska astronomen Takao Kobayashi vid Ōizumi-observatoriet. Den är uppkallad efter den japanska kommunen Sayō.
Asteroiden har en diameter på ungefär 4 kilometer.